# Championnat de Tunisie de football 1998-1999
Navigation
Saison précédente Saison suivante
La saison 1998-1999 du Championnat de Tunisie de football était la 44e édition de la première division tunisienne à poule unique, la Ligue Professionnelle 1. Le format de la compétition change complètement cette saison : les 16 équipes sont réparties en 2 poules de 8, où elles s'affrontent 2 fois, à domicile et à l'extérieur. À la fin de cette première phase, les 4 premiers de chaque poule disputent la poule pour le titre. Les 4 derniers de chaque groupe disputent quant à eux la poule de relégation, qui voit les 4 derniers être relégués en Ligue Professionnelle 2. Ce système ne durera qu'une seule saison, puisque l'année prochaine, la formule avec une poule unique de 12 équipes sera remis en place. Par conséquent, aucun club de LP2 ne sera promu à l'issue de la saison.
L'Espérance sportive de Tunis, tenat du trophée, décroche le 13e titre de champion de Tunisie de son histoire en terminant en tête de la poule pour le titre, avec 13 points d'avance sur le CA Bizerte et 14 sur le CS sfaxien. L'Espérance de Tunis réussit le doublé en battant le Club Africain en finale de la Coupe de Tunisie et continue sa moisson de trophée : Coupe des Coupes 1998, championnat et Coupe de Tunisie 1999.

## Les 16 clubs participants
| - CA Bizerte - Club olympique de Médenine - Union sportive monastirienne - Promu de LP2 - Club africain - Espérance sportive de Tunis - Étoile sportive du Sahel - Club Sportif de Hammam-Lif - Avenir sportif de La Marsa | - Club olympique des transports - Stade tunisien - CS sfaxien - Espérance sportive de Zarzis - Jeunesse sportive kairouanaise - Olympique de Béja - Olympique du Kef - Étoile sportive de Béni Khalled - Promu de LP2 |

## Compétition
Le barème de points servant à établir tous les classements se décompose ainsi :
- Victoire : 3 points
- Match nul : 1 point
- Défaite : 0 point

### Première phase

#### Groupe A
| Rang | Équipe                           | Pts | J  | G | N | P  | Bp | Bc | Diff |
| ---- | -------------------------------- | --- | -- | - | - | -- | -- | -- | ---- |
| 1    | Espérance sportive de Tunis (T)  | 30  | 14 | 8 | 6 | 0  | 29 | 12 | +17  |
| 2    | CA Bizerte                       | 23  | 14 | 6 | 5 | 3  | 23 | 13 | +10  |
| 3    | Union sportive monastirienne (P) | 22  | 14 | 5 | 7 | 2  | 21 | 20 | +1   |
| 4    | Étoile sportive du Sahel         | 20  | 14 | 5 | 5 | 4  | 13 | 12 | +1   |
| 5    | Club olympique des transports    | 17  | 14 | 4 | 5 | 5  | 15 | 14 | +1   |
| 6    | Olympique de Béja                | 17  | 14 | 4 | 5 | 5  | 17 | 18 | -1   |
| 7    | Stade tunisien                   | 14  | 14 | 3 | 5 | 6  | 13 | 17 | -4   |
| 8    | Club olympique de Médenine       | 5   | 14 | 1 | 2 | 11 | 10 | 35 | -25  |

|  | Participation à la poule pour le titre                  |
|  | Participation à la poule de relégation                  |
|  | (T) Tenant du titre (P) Club promu de deuxième division |

#### Groupe B
| Rang | Équipe                              | Pts | J  | G  | N | P  | Bp | Bc | Diff |
| ---- | ----------------------------------- | --- | -- | -- | - | -- | -- | -- | ---- |
| 1    | Club Africain                       | 33  | 14 | 10 | 3 | 1  | 23 | 7  | +16  |
| 2    | CS sfaxien                          | 30  | 14 | 9  | 3 | 2  | 28 | 14 | +14  |
| 3    | Avenir sportif de La Marsa          | 23  | 14 | 7  | 2 | 5  | 15 | 16 | -1   |
| 4    | Espérance sportive de Zarzis        | 19  | 14 | 4  | 7 | 3  | 14 | 12 | +2   |
| 5    | Club Sportif de Hammam-Lif          | 18  | 14 | 4  | 6 | 4  | 14 | 13 | +1   |
| 6    | Étoile sportive de Béni Khalled (P) | 16  | 14 | 4  | 4 | 6  | 9  | 15 | -6   |
| 7    | Jeunesse sportive kairouanaise      | 7   | 14 | 1  | 4 | 9  | 9  | 23 | -14  |
| 8    | Olympique du Kef                    | 6   | 14 | 1  | 3 | 10 | 5  | 17 | -12  |

|  | Participation à la poule pour le titre                  |
|  | Participation à la poule de relégation                  |
|  | (T) Tenant du titre (P) Club promu de deuxième division |

### Seconde phase

#### Poule pour le titre
Les premiers de chaque poule reçoivent un bonus de 2 points, les deuxièmes un bonus d'un point.
| Rang | Équipe                            | Pts | J  | G  | N | P  | Bp | Bc | Diff |
| ---- | --------------------------------- | --- | -- | -- | - | -- | -- | -- | ---- |
| 1    | Espérance sportive de TunisT C +2 | 38  | 14 | 11 | 3 | 0  | 31 | 8  | +23  |
| 2    | CA Bizerte +1                     | 25  | 14 | 6  | 6 | 2  | 18 | 14 | +4   |
| 3    | CS sfaxien +1                     | 24  | 14 | 7  | 2 | 5  | 15 | 12 | +3   |
| 4    | Étoile sportive du Sahel C3       | 20  | 14 | 5  | 5 | 4  | 18 | 13 | +5   |
| 5    | Avenir sportif de La Marsa        | 18  | 14 | 5  | 3 | 6  | 11 | 13 | -2   |
| 6    | Club Africain +2                  | 17  | 14 | 4  | 3 | 7  | 13 | 20 | -7   |
| 7    | Union sportive monastirienneP     | 10  | 14 | 1  | 7 | 6  | 13 | 21 | -8   |
| 8    | Espérance sportive de Zarzis      | 7   | 14 | 2  | 1 | 11 | 9  | 27 | -18  |

|  | Qualification pour la Ligue des champions 2000                                                                                         |
|  | Qualification pour la Coupe des Coupes 2000                                                                                            |
|  | Qualification pour la Coupe de la CAF 2000                                                                                             |
|  | T : Tenant du titre C : Vainqueur de la Coupe de Tunisie P : Club promu de deuxième division C3 : Vainqueur de la Coupe de la CAF 1999 |

#### Poule de relégation
Les 5e de chaque poule reçoivent un bonus de 2 points, les 6e un bonus d'un point.
| Rang | Équipe                                 | Pts | J  | G | N | P  | Bp | Bc | Diff |
| ---- | -------------------------------------- | --- | -- | - | - | -- | -- | -- | ---- |
| 1    | Olympique de Béja +1                   | 28  | 14 | 8 | 3 | 3  | 21 | 8  | +13  |
| 2    | Jeunesse sportive kairouanaise         | 27  | 14 | 8 | 3 | 3  | 18 | 10 | +8   |
| 3    | Club olympique des transports +2       | 26  | 14 | 7 | 3 | 4  | 17 | 9  | +8   |
| 4    | Stade tunisien                         | 24  | 14 | 7 | 3 | 4  | 19 | 12 | +7   |
| 5    | Olympique du Kef                       | 24  | 14 | 8 | 0 | 6  | 15 | 10 | +5   |
| 6    | Club Sportif de Hammam-Lif +2          | 21  | 14 | 6 | 1 | 7  | 18 | 18 | 0    |
| 7    | Club olympique de Médenine             | 11  | 14 | 3 | 2 | 9  | 10 | 29 | -19  |
| 8    | Étoile sportive de Béni Khalled (P) +1 | 5   | 14 | 1 | 1 | 12 | 8  | 30 | -22  |

|  | Relégation directe en Ligue Professionnelle 2           |
|  | (T) Tenant du titre (P) Club promu de deuxième division |

## Bilan de la saison
| Championnat de Tunisie de football 1998-1999 |                                         |
| Champion                                     | Espérance sportive de Tunis (14e titre) |
| Coupes et trophées                           |                                         |
| Vainqueur de la Coupe de Tunisie 1998-1999   | Espérance de Tunis                      |
| Qualifications continentales                 |                                         |
| Ligue des champions 2000                     | Espérance sportive de Tunis             |
| Coupe des Coupes 2000                        | Club Africain                           |
| Coupe de la CAF 2000                         | CA Bizerte                              |
| Coupe de la CAF 2000                         | Étoile sportive du Sahel (tenant)       |
| Promotions et relégations                    |                                         |
| Promus en Ligue Professionnelle 1            | Aucun (passage de 16 à 12 clubs)        |
| Relégués en Ligue Professionnelle 2          | Olympique du Kef                        |
| Relégués en Ligue Professionnelle 2          | Club Sportif de Hammam-Lif              |
| Relégués en Ligue Professionnelle 2          | Étoile sportive de Béni Khalled         |
| Relégués en Ligue Professionnelle 2          | Club olympique de Médenine              |